# Phuket
Phuket (thailandsk: ภูเก็ต) ((tidligere: Tha-Laang eller Talang) er en ø og provins i det sydlige Thailand. Øen er den største i Thailand og er et populært turistmål. Buddhisme er den største religion på Phuket. Phuket betyder "kap af tin" på thailandsk. Phukets økonomi var traditionelt baseret på udvinding af tin, men er det ikke mere, fordi tinpriserne er så lave.
Den 26. december 2004 blev øen ramt af tsunamier udløst af en række undersøiske jordskælv langs en linje fra vest for Sumatra til Andamanøerne efter jordskælvet i Det Indiske Ocean. Cirka 250 mennesker mistede livet, både turister og thailændere; i naboprovinsen Phang Nga var der mindst 4.000 omkomne.

## Historie
Den indre jungle på Phuket var oprindeligt beboet af indfødte stammer, indtil de blev endeligt fordrevet i det 19. århundrede af tinminearbejdere. Phuket var blevet en vigtig kilde til tin allerede i det 16. århundrede og genererede indtægter til det thailandske kongerige, Ayutthaya-rgiget, desuden blev øen en vigtig handelsstation. Det rigelige udbud af tin og betydning som handelshavn fik økonomien til at blomstre. Øen var strategisk placeret på handelsruterne mellem Indien og Kina, hvilket medførte udenlandsk påvirkning tidligere end andre dele af Thailand. På den tid ankom også de første europæere til Phuket, og Storbritannien sikrede sig en koncession til minedrift af tin – de gjorde næsten krav på Phuket som en del af det Britiske Imperium. Kystområderne var beboet af Chao Leh-hav-nomader, deres landsbyer kan stadig findes langs kysten af Phuket og de omkringliggende øer.
Navnet Phuket er afledt af det malaysiske ord bukit, der betyder bakke. Øen blev tidligere navngivet Junk Ceylon på europæiske lister, en tolkning af det malaysiske Tanjung Salang, der betyder Kap Salang. Senere blev øen kendt som Thalang, efter navnet på hovedbyen på øen. Navnet Phuket kom først til sent, da da det administrative center blev flyttet til en mineby med navnet Phuket, hvis økonomi blomstrede under tin-baronerne, hvor gaderne blev fyldt af smukke bygninger i kinesisk-portugisisk stil.
Slaget ved Thalang er det mest fejrede øjeblik i Phukets historie. I 1785 blev Phuket angrebet af burmeserne, som en del af en bredere kampagne for at invadere Thailand. Hustruen til en nyligt afdød guvernør, Lady Chan, samlede sammen med sin søster, Lady Muk, folket og brød den burmesiske belejring. I dag kan deres statuer ses på toppen af et monument ved rundkørslen midt på øen ved krydset mellem Srisoontorn Road og Thepkasattri Road, som begge er navngivet efter søstrenes familienavne.
I begyndelsen af det 20. århundrede blev store områder af øen ryddet for at gøre plads til gummiplantager, hvilket uopretteligt ændrede landskabet på øen. Turismen begyndte i 1970'erne med de første bungalows ved Patong-stranden. I midten af årtiet blev det bygget en lufthavn, da Phukets idylliske tropiske strande og klare varme vand tiltrak rejsende fra hele verden. I dag er turisme øens største industri med over 3 millioner besøgende årligt.

## Turisme
Det vigtigste turistområde på Phuket er Patong Beach; andre populære strande er Karon Beach, Kata Beach, Nai Harn Beach og Bang Tao Beach. Siden 1980'erne er Phuket blevet udviklet som turistmål. Øen er meget populær hos europæiske turister, blandt andre nordiske turister. Nogle steder findes der skilte skrevet på forskellige skandinaviske sprog.
De tre største nationaliteter for udenlandske besøgende i 2018 var Kina med 35 procent, 2,6 millioner, og Rusland med 10 procent, 0,8 millioner, samt Indien med 5 procent, 0,4 millioner.
Ifølge en opgørelse fra Euromonitor International i 2017 ligger Phuket på en 11. plads over verdens mest besøgte byer. Phuket besøgtes det år af 10,6 millioner mennesker, som havde mindst én overnatning. Bangkok indtager andenpladsen på listen. I en 2023 opgørelse er Phuket verdens mest overfyldte turistdestination.

## Udenlandske arbejdere
Ifølge PPEOs (Phuket Provincial Employment Office, dansk: Phuket provinsens arbejdsformidlingskontor) oversigt for april 2025. var der i alt givet 15.620 gyldige arbejdstilladelser til udenlandske statsborgere. Af disse var 3.926 udstedt til borgere i Den Russiske Føderation, hvilke udgjorde 25 procent af alle udenlandske arbejdstilladelser på øen. Det store antal af russiske arbejdstilladelser viste, at Phuket ikke kun var feriedestination, men i stigende grad et sted, hvor russere valgte at bo og arbejde.
Øvrige udenlandske arbejdstilladelser udgjorde efter størrelse: Filippinerne 1.470, Kina 1.202, Storbritannien 1.150, Frankrig 856, Indien 707, Italien 446, USA 402, Australien 363, Ukraine 355 og Tyskland 333. Desuden var der lavere antal for adskillige andre nationer, heriblandt 232 fra Tyrkiet, 201 fra Sydafrika, 191 fra Canada og 191 fra Myanmar.
Ud over nationalitet gav rapporten også en detaljeret oversigt over de brancher, hvor udlændinge arbejde. Service-sektoren var dominerende med: 1.538 arbejdstilladelser udstedt til udlændinge, der arbejder på hoteller, 1.461 tilladelser indenfor fødevare- og drikkevareindustrien, og 1.301 tilladelser til personer, der arbejder i skoler og andre uddannelsesinstitutioner. Derudover var 1.102 udlændinge ansat som konsulenter, mens 876 arbejder med rejsebureauer og rejsearrangører. Andre bemærkelsesværdige kategorier omfattede: 224 tilladelser i computerrelaterede virksomheder, 199 tilladelser i sportsfaciliteter – blandt andre dykning, windsurfing, golf og tennis – 187 tilladelser til andre underholdningsaktiviteter og 141 tilladelser i andre beboelsesfaciliteter. Rapporten noterede tillige, at 6.184 arbejdstilladelser var i kategorien Andre aktivitetstyper.

## Lokale begivenheder

### Vegetarfestival
En årligt tilbagevendende begivenhed er Vegetarfestivalen, der også kendt som Jia Chai. Festivalen finder sted fra den 1. til den 9. nat i den 9. tiltagende måne i den kinesiske kalender. Vegetarfestivalen blev i 2018 betegnet som en immateriel kulturarv af Kulturministeriet. Ceremonierne finder sted i nærheden af seks kinesiske templer i Phuket, hvor hovedtemplet er Jui Tui-helligsommen i Phuket Town. Den første begivenhed hedder Rejsning af lanternepælen (oversat fra Raising of the Lantern Pole), som giver de ni kinesiske guder – de ni sønner manifesteret af fader kejser Zhou Yu Dou Fu Yuan Jun – besked om starten på festivalen. Når først den 10 meter høje stang er rejst, tror celebranterne, at den hinduistiske gud, Shiva, stiger ned for at bringe åndelig kraft til begivenheden.
Oprindelsen til Phukets vegetarfestival er uklar, men det menes almindeligvis, at den blev bragt til øen af en omvandrende kinesisk operagruppe, hvor medlemmerne der blev syge under en malariaepidemi. En af de optrædende blev sendt til Kina for at invitere de ni kejserguder – kendt som Kiu Ong Iah – til Phuket. Kineserne fulgte traditionen med at afholde sig fra at spise kød, drikke alkoholiske drikke, deltage i sex, skændes, fortælle løgne eller dræbe. Dette var for at sikre rensning af sind og krop. Operagruppen kom sig fuldstændigt, og epidemien ophørte. Siden da har befolkningen i Phuket fortsat fejret festivalen.
Det var meningen, at festivalen skulle ære guderne og udtrykke folks lykke over at overleve, hvad der i det 19. århundrede var en dødelig sygdom. Efterfølgende er festivalen vokset og udviklet sig til en spektakulær årlig begivenhed i Phuket. Det tiltrækker tusindvis af besøgende hvert år, hvoraf mange kommer fra Kina og asiatiske destinationer. Der er ofte uhyggelige ceremonier under Phukets vegetarfestival, hvor mænd og kvinder punkterer deres kinder med skarpe genstande, herunder knive og spyd. Det antages, at de kinesiske guder beskytter dem mod skade, hvilket resulterer i lidt blod eller ardannelse.
Gadeoptog involverer ofte deltagere, der går i trance, Firewalking, hvor der løbes hen over en "seng" af brændende kul, og klatring op på en otte meter høj stige med skarpe klinger. Udover det visuelle, udbydes vegetariske retter, som sælges fra gadeboder og markeder rundt om på øen.

## Gadehunde
Phuket havde i 2018 omkring 6.500 gadehunde (ofte kaldt soi dogs -  "soi" er thai for "gade"). Tilbage i 2003 var der hele 80.000 gadehunde på øen. Den Phuket-baserede organisation Soi Dog Foundation (SDF) steriliserer og vaccinerer gadehunde – og gadekatte – mod seks almindeligt forekommende sygdomme, eksempelvis hundegalskab (rabies), der har været udbredt i visse områder af Thailand. Alle steriliserede og vaccinerede dyr får et SDF-nummer tatoveret i øret, som dokumentation for, at de er sikre. SDFs indsat har medført, at Phuket i 2018 var den eneste thailandske provins, der officielt blev regnet som rabiesfri.

## Venskabsbyer
Phuket-provinsen har de følgende venskabsbyer:
 Nice, Frankrig (1989).
 Las Vegas, USA (1997).
 Yantai, Kina (1997).
 Port Blair, Indien (2005).
 Hainan, Kina (2005).
 Nakhodka, Rusland (2006).
 Suining, Kina (2016).